# Fédération photographique de France
Fédération photographique de France (FPF, česky Francouzská fotografická federace) je federace sdružující více než 500 fotografických klubů a jednotlivců ve Francii. Je schválena Ministerstvem sportu, mládeže, osvěty a komunitního života (Ministère de la Jeunesse, des Sports et de la Vie associative).

## Historie

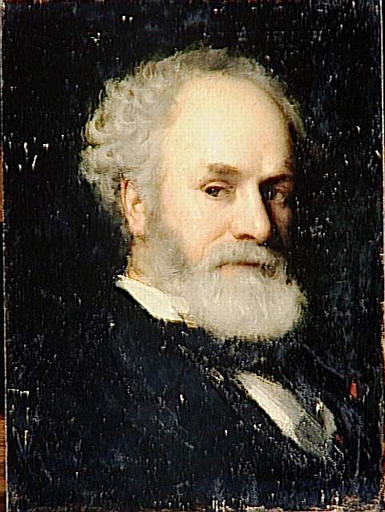
Pierre Janssen, první prezident společnosti v roce 1892

V roce 1892 byl vytvořen Francouzský národní svaz fotografických společností v čele s vědcem Pierrem Janssenem. V roce 1947 se stala Francouzskou federací fotografických společností v čele s Rolandem Bourigeaudem.
V roce 1949 byla přejmenována na Francouzskou národní federaci fotografických společností. Její centrála se v roce 1957 přestěhovala na Rue Faraday č. 9 v Paříži. V roce 1958 se připojila k organizaci Fédération Internationale de l'Art Photographique (FIAP).
V roce 1989 se její název změnil na Fédération photographique de France. V roce 1996 se organizace přestěhovala na Rue Jules-Vallès č. 5 v 11. obvodu.

## Akce
Cílem federace je podle 2. článku jejích statut rozvoj a podpora fotografického umění a vědy, které znamená:
- pořádání soutěží
- organizování každoročního kongresu
- poskytování vzdělávacích modulů a fotografických sbírek pro činnost klubů
- vydávání časopisů France Photographie a La Lettre de la fédé (v letech 1994-2002 federace vydávala časopis Vision zasvěcený audiovizualizaci ve Frankofonii)
- od roku 2007 vydává ročenku Florilège FPF shromažďující nejlepší soutěžní snímky uplynulého roku

## Vyznamenání federace
Federace může udělit svým členům vyznamenání:
- AFPF: Artiste de la Fédération Photographique de France (Umělec Francouzské fotografické federace))
- EFPF: Excellence de la Fédération Photographique de France (Excelence FFF)
- MFPF: Maître de la Fédération Photographique de France (Mistr FFF)

## Struktura
Federace vytváří regionální pobočky (Union régionale), na které může přenést část svých pravomocí. Tyto pobočky jsou vytvořeny jako asociace s vlastním statutem, který musí být v souladu se statutem FPF.
Přehled poboček
- UR01 Nord-Pas-de-Calais
- UR02 Haute-Normandie
- UR03 Poitou-Charentes
- UR04 Champagne-Ardenne
- UR05 Lorraine
- UR06 Pays de la Loire
- UR07 Centre-Val de Loire
- UR08 Franche-Comté
- UR09 Midi-Pyrénées
- UR10 Auvergne
- UR11 Rhône-Alpes
- UR12 Languedoc-Roussillon
- UR13 Provence-Alpes-Côte d'Azur-Corse
- UR14 Aquitaine
- UR15 Nord-Ouest (Severozápad) Île-de-France
- UR16 Sud-Ouest (Jihozápad) Île-de-France
- UR17 Nord-Est (Severovýchod) Île-de-France
- UR18 Sud (Jih) Île-de-France
- UR19 Picardie
- UR20 Basse-Normandie
- UR21 Alsace
- UR22 Bretagne
- UR23 Limousin
- UR24 Bourgogne

## Prezidenti
- 1892 Pierre Janssen
- 1947 Roland Bourigeaud
- 1975 Jean-Gérard Seckler
- 1990 Jacky Martin
- 2000 Jean-Jacques Dejeunes
- 2007 Jacques Périer